# Charles R. Pellegrino
Pour les articles homonymes, voir Pellegrino.
Charles R. Pellegrino, né le 3 mai 1953) à New York, est un écrivain américain. Il a publié plusieurs livres traitant de sciences et d'archéologie, dont Return to Sodom and Gomorrah, Ghosts of the Titanic, Unearthing Atlantis et Ghosts of Vesuvius.
Charles R. Pellegrino a prétendu détenir un Ph.D., bien que ce soit faux, et des erreurs dans son livre The Last Train from Hiroshima (2010) ont mené son éditeur à le retirer quelques mois après sa publication.

## Biographie
Au milieu des années 1970, Pellegrino obtient un baccalauréat universitaire et une maîtrise de l'université de Long Island.
Pellegrino affirme avoir obtenu un Ph.D. de l'université Victoria de Wellington en 1982. L'université concernée a démenti l'affirmation,,,. Pellegrino a répliqué que l'université lui a « retiré son Ph.D. en raison de désaccords sur la théorie de l'évolution,. » Pellegrino affirme par la suite que son diplôme lui a été rendu en 1997. Après enquête, l'université a affirmé que, bien qu'il ait été doctorant, la thèse soumise par Pellegrino a été jugée inadéquate pour l'obtention du diplôme et ce, malgré une procédure d'appel intentée par l'intéressé.

### Essais
- (en) Pellegrino, Charles R., Time Gate: Hurtling Backward Through History., Blue Ridge Summit, 1985 (ISBN 0-8306-1863-5)
- (en) Pellegrino, Charles R. and Stoff, Jesse A., Darwin's Universe: Origins and Crises in the History of Life., Blue Ridge Summit, 1986 (ISBN 0-8306-2773-1)
- (en) Pellegrino, Charles R. and Stoff, Joshua., Chariots for Apollo: The Untold Story Behind the Race to the Moon, New York, Quill, 1999 (ISBN 0-380-80261-9)
- (en) Asimov, Pellegrino et Powell, Interstellar Travel and Communication., coll. « Papers from the Association américaine pour l'avancement des sciences », mai 1986[7].
- (en) Stoff, Jesse A. et Pellegrino, Charles R., Chronic Fatigue Syndrome: The Hidden Epidemic, New York, Harper Perennial, 1992 (ISBN 0-06-092260-5)
- (en) Pellgrino, Charles R., Her Name, Titanic: Untold Story of the Sinking and Finding of the Unsinkable Ship, Tonbridge, Kent, Royaume-Uni, Robert Hale Ltd., 1990 (ISBN 0-7090-4242-6)
- (en) Pellegrino, Charles R., Unearthing Atlantis: An Archaeological Odyssey, New York, Vintage, 1993 (ISBN 0-679-73407-4)
- (en) Pellegrino, Charles R., Return to Sodom and Gomorrah: Bible Stories from Archaeologists., New York, Harper Paperbacks, 1995 (ISBN 0-380-72633-5)
- (en) Pellegrino, Charles R., Ghosts of the Titanic., New York, Avon, 2001 (ISBN 0-380-72472-3)
- (en) (en) Pellegrino, Charles R., Ghosts of Vesuvius: A New Look at the Last Days of Pompeii, How Towers Fall, and Other Strange Connections., New York, Harper Perennial, 2005 (ISBN 0-06-075100-2)
- (en) Jacobovici, Simcha et Pellegrino, Charles R., The Jesus Family Tomb: The Discovery, the Investigation, and the Evidence That Could Change History., New York, HarperOne, 2008 (ISBN 0-06-120534-6)Companion book (d) du documentaire sur le même sujet diffusé sur Discovery Channel
- (en) Pellegrino, Charles R., Last Train from Hiroshima: The Survivors Look Back, New York, Henry Holt and Co., 2010 (ISBN 0-8050-8796-6)
- (en) Farewell, Titanic: Her Final Legacy (postface Tom Dettweiler), John Wiley & Sons, 2012.
- (en) The Californian Incident, Shoebox/Kindle, Canada, 2013.
- (en) StarTram: The New Race for Space, Canada, Shoebox/Kindle, 2013.

### Romans
- (en) Charles R. Pellegrino, The Fallen Sky, 1982.
- (en) Charles R. Pellegrino, Flying to Valhalla, 1993.
- (en) Charles R. Pellegrino et George Zebrowski, The Killing Star, 1995.
- (en) Charles R. Pellegrino, Dust, 1998.
- (en) Charles R. Pellegrino et George Zebrowski, Dyson Sphere, 1999.

## Filmographie
- 1995 : Lost Civilizations: Aegean - Legacy of Atlantis[8],[9]
- 2003 : Les Fantômes du Titanic avec James Cameron
- 2004 : Superscience: Atlantide
- 2005 : Aliens of the Deep de James Cameron
- 2006 : The Naked Archaeologist : Josué de Simcha Jacobovici
- 2006 : American Vesuvius
- 2006 : Secrets of the Bible
- 2006 : Exodus Decoded de Simcha Jacobovici et James Cameron
- 2007 : Le Tombeau de Jésus de Simcha Jacobovici
- 2008 : Three Ground Zeros, A Thousand Paper Cranes
- 2009 : A Jewish Home in Pompeii
- 2009 : The Last Train From Hiroshima
- 2010 : Pellegrino and the Hiroshima Controversy in America
- 2011 : The Legacy of Tsutomu Yamaguchi
- 2012 : Twice Bombed, Twice Survived, Part 2